# Brevibarbis waterstoni
Brevibarbis waterstoni là một loài côn trùng trong họ Ascalaphidae thuộc bộ Neuroptera. Loài này được Tjeder & Hansson miêu tả năm 1992.